# Penisola dello Yucatán

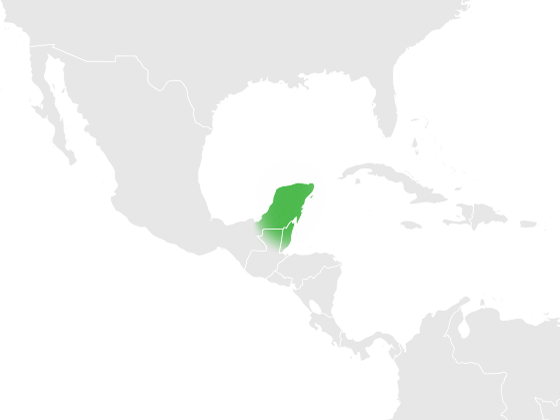
La penisola dello Yucatán in verde

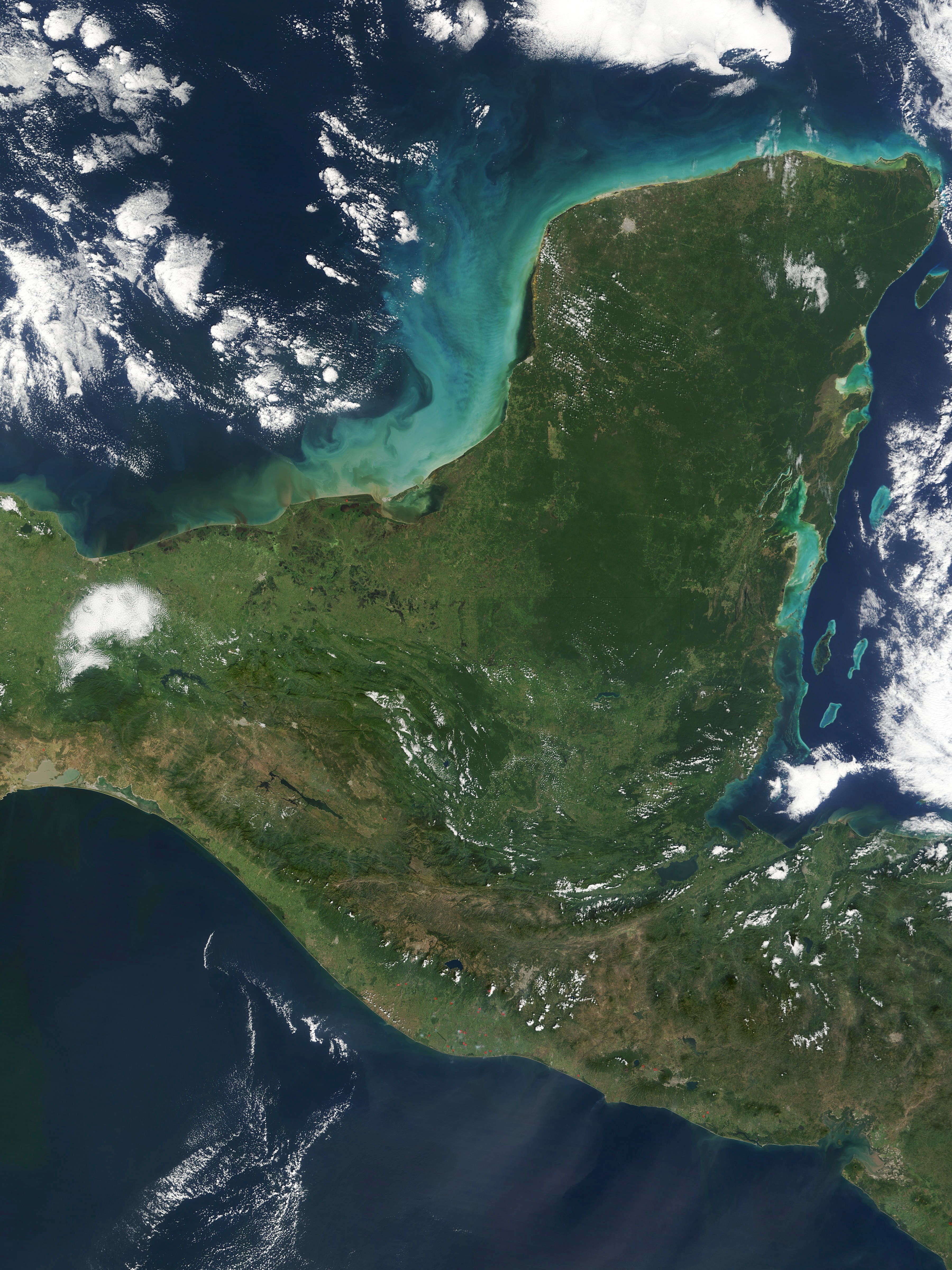
La penisola dello Yucatán vista dal satellite.

La penisola dello Yucatán è una penisola situata nel sud-est del Messico che separa il mar dei Caraibi dal golfo del Messico. La penisola si trova a est dell'istmo di Tehuantepec, che separa la regione del Centro America dal resto del Nord America, e comprende gli stati messicani di Yucatán, Campeche e Quintana Roo, la parte settentrionale del Belize e del dipartimento del Guatemala di El Petén. 

## Etimologia
Si dice che il nome "Yucatàn" derivi da un'incomprensione linguistica. Infatti sembra che quando i primi esploratori europei arrivarono nel territorio, chiesero ad una popolazione indigena il nome del posto, ottenendo da loro la risposta "yucatàn", vale a dire "non ti capisco" nella lingua indigena.

## Geologia
La penisola è la parte superficiale esposta della più ampia piattaforma dello Yucatán ed è composta di carbonato e da rocce solubili, anche se la maggior parte dei calcari, dolomia ed evaporiti sono presenti anche a diverse profondità. Tutta la penisola dello Yucatán è un paesaggio carsico. 
Secondo l'ipotesi Alvarez del Limite K-T, la penisola dello Yucatán è stato il sito dell'impatto di un antico asteroide che potrebbe aver causato l'estinzione di massa dei dinosauri alla fine del periodo Cretaceo. Il centro del cratere è situato al largo della costa settentrionale della cittadina di Chicxulub Puerto (cfr. Cratere di Chicxulub).

## Risorse idriche
I cenote, grotte nel terreno in cui si trova acqua dolce, erano la principale fonte d'acqua per le popolazioni Maya, dal momento che i fiumi e laghi sulla penisola sono scarsissimi.